# Pożar w szpitalu w Kolkacie
Pożar w szpitalu w Kolkacie – pożar, który wybuchł 9 grudnia 2011 roku w 7-piętrowym szpitalu, należącym do spółki AMRI Hospitals w Kolkacie, w Indiach. W wyniku pożaru, śmierć poniosły 93 osoby, a kilkadziesiąt zostało rannych.
Pożar w szpitalu wybuchł o godzinie 4:30 w podziemiach budynku, gdzie magazynowano m.in.: butle z tlenem, oleje silnikowe i pościel. Gdy zauważono pożar, większość personelu szpitala ewakuowała się pozostawiając pacjentów. Wielu pacjentów nie mogło poruszać się o własnych siłach. Wkrótce rozprzestrzeniający się gęsty dym odciął najbliższe wyjścia ewakuacyjne na parterze, zmuszając ludzi do wejścia na wyższe kondygnacje budynku.
Po przybyciu służb ratunkowych, rozpoczęto ewakuację uwięzionych w budynku osób. Ratownicy wybili szyby na niższych kondygnacjach, by trujący dym nie przedostał się na wyższe piętra, gdzie wciąż przebywali żywi ludzie. Jedynym sposobem na ratowanie części pacjentów, ze względu na ich stan zdrowia, było spuszczanie po linie. 
Po dogaszeniu pożaru, doliczono się 93 ofiar śmiertelnych. Większość ofiar zginęła na skutek uduszenia dymem. Według wstępnych ustaleń, przyczyną pożaru było zwarcie instalacji elektrycznej.  
Policja wniosła pozew przeciwko szpitalowi, gdy świadkowie zeznali, że personel szpitala, gdy zauważono pożar, opuścił płonący budynek, pozostawiając w nim pacjentów. W tej sprawie, pod zarzutem zabójstwa aresztowano również sześciu pracowników szpitala.